# Cott

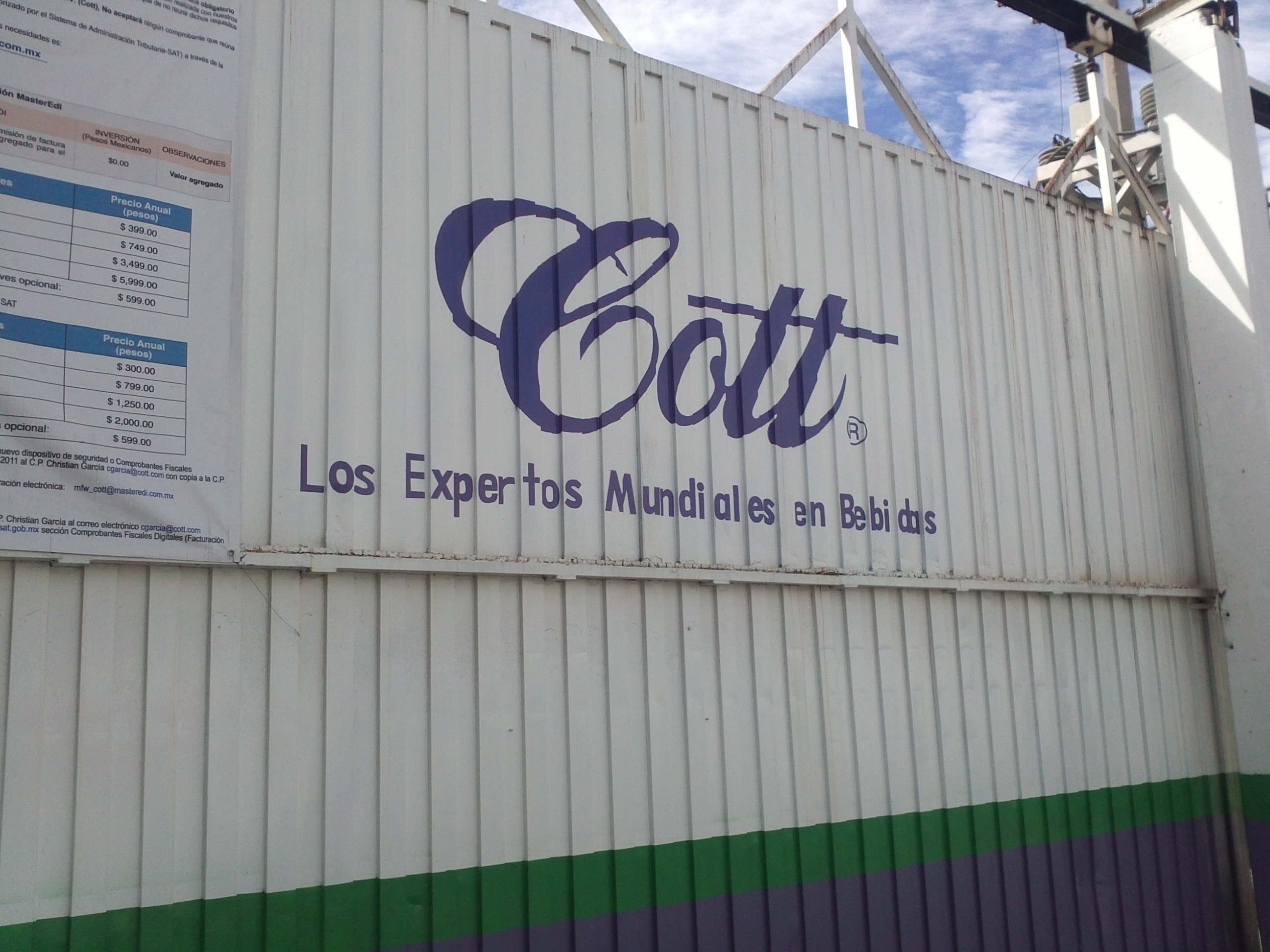
Planta en Puebla, México

Cott Corporation es una empresa trasnacional productora de bebidas carbonatadas y algunas marcas de bebidas alcohólicas presente en diversos países como Canadá, Estados Unidos, México y Reino Unido. Produce algunas bebidas de marcas propias y bebidas en producción de tipo maquila. Una de las bebidas más populares que se consumen en Estados Unidos es la gaseosa Dr. Pepper, también se produce la marca de agua purificada Vintage y algunas bebidas energéticas y jugos de frutas, tés de bebidas orientales y otras. En México se encuentra presente la empresa desde el año 2002 en la localidad de San Pablo Xochimehuacan en el estado de Puebla.